# Aspergillus fischeri
Aspergillus fischeri är en svampart. Aspergillus fischeri ingår i släktet Aspergillus och familjen Trichocomaceae.

## Underarter
Arten delas in i följande underarter:
- glaber
- spinosus
- fischeri